# Jedlicze
Jedlicze je město v Polsku v Podkarpatském vojvodství v okrese Krosno, sídlo stejnojmenné městsko-vesnické gminy. V roce 2024 zde žilo 5 530 obyvatel. U města sídlí ropná rafinerie.

## Geografie
Jedlicze leží v jihovýchodním Polsku, asi 35 kilometrů severně od hranic se Slovenskem a asi 80 kilometrů západně od hranic s Ukrajinou. Městem protéká říčka Jasiołka, pravostranný přítok řeky Wisłoka.
Město má tři místní části (polsky osiedle): Jedlicze-Centrum, Jedlicze-Męcinka, Jedlicze-Borek.

## Gmina
K městsko-vesnické gmině patří kromě města Jedlicze následujících deset obcí se starostenstvími:
- Chlebna
- Długie
- Dobieszyn
- Jaszczew
- Moderówka
- Piotrówka
- Podniebyle
- Poręby
- Potok
- Żarnowiec

## Historie
Osídlení Jedlicze pochází z konce 14. století, první písemná zmínka je z roku 1409 nebo 1410. Jméno pochází ze slovanského slova jedla (jedle). V roce 1410 bojoval místní šoltys Piotr z Jedlicze v bitvě u Grunwaldu. Až do poloviny 16. století patřila Jedlicze šlechtickým rodům Mleczko a Baczalski. V roce 1657 byla obec vypleněna transylvánskými vojsky během švédské invaze.
Koncem 17. století získal obec rod Wielowiejski, který se neúspěšně pokoušel obci získat městská práva. Městská práva Jedliczi udělil v roce 1768 král Stanislav II., včetně práva pořádat pětkrát ročně jarmark. Poblíž města se 5. dubna 1770 střetla polská vojska Barské konfederace (svazku polské šlechty proti králi Stanislavu Augustovi Poniatowskému a Rusku) a ruská vojska.
Jako výsledek prvního dělení Polska v roce 1772, byla Jedlicze anektována Habsburskou monarchií, a zůstala součástí rakouské Haliče až do roku 1918. V roce 1884, obec, kterou rakouské úřady (jako mnoho jiných) zbavily městských práv, získala železniční spojení s městy Stróże a Zagórz. V letech 1899–1902 zde byla vybudována velká ropná rafinerie. Vesnice zůstala v soukromém vlastnictví až do 20. let 20. století, posledním vlastníkem byl Walerian Stawiarski. V roce 1925 zde žilo asi 800 obyvatel.
Jednotky Wehrmachtu do města vtrhly 8. září 1939 a zůstaly zde až do ledna 1945, kdy do Jedlicze přišla Rudá armáda. Během druhé světové války byla místní židovská komunita za holokaustu zdecimována. V roce 1942 Němci zlikvidovali zdejší ghetto, asi 200 Židů odvezli do obce Warzyce. 25. února 1942 uvěznilo krakovské Gestapo několik příslušníků polského odboje v paláci Stawiarski.
V roce 1944 bylo 22 mužů zastřeleno jako součást odplaty za zabití policejního důstojníka. Těla obětí byla ponechána dva dny na silnici jako výstraha obyvatelstvu, poté byla pohřbena v hromadném hrobě na silnici do obce Długie. Ve městě působila Zemská armáda, jejíž místní jednotka v dubnu 1943 napadla výcvikovou školu ukrajinských pronacistických jednotek.
Jedlicze znovu získala status města v roce 1967.

## Památky
Mezi nejznámějšími památkami ve městě jsou novogotický kostel z roku 1925, palác Stawiarski a přilehlý park nebo novogotická hřbitovní kaple z roku 1864. Jsou zde pohřbeny dvě dcery spisovatelky Marie Konopnicke – Laura Pytlinska (zemřela 1935) a Zofia Mickiewiczowa (zemřela 1956). V blízké vesnici Zarnowiec stojí panské sídlo z 18. století, které spisovatelce patřilo. Od roku v něm sídlí Muzeum Marie Konopnicke.

## Doprava
Severně od města vede Droga krajowa 28 ze směru Jasło do Krosna. Stejná města spojuje i železniční trať na níž leží nádraží Jedlicze, dalšími přímé spojení je kromě jiných do Sanoku. Do Jedlicze zajíždí i tři linky krosenské MHD. Nejbližší mezinárodní letiště Rzeszów-Jasionka je vzdáleno asi 50 kilometrů severně od města.

## Významné osobnosti
- kpt. Stanisław Betlej (1910–1945) – příslušník AK, zemřel hrdinskou smrtí při útoku na německý bunkr nad řekou Schwarzer Schöps
- Ryszard Bożek (* 1963, Jedlicze) – redemptorista, bývalý rektor semináře v Tuchówě
- Tadeusz Buczek (1904–1940) – lékař a voják, oběť Katyňského masakru
- Wojciech Gęsiak (* 1954, Jedlicze) – architekt
- gen. Jan Hempel – pochován v Jedliczi, zemřel za záhadných okolností na lovu v blízké obci Potoku w 1932.
- Stanisław Kochanek (1905–1995) – sochař, řezbář, malíř a karikaturista, narozen v Jedliczi, zemřel v Krosně
- Sławomir Peszko (* 1985) – polský fotbalový reprezentant
- Wojciech Smarzowski (* 1965) – polský režisér filmů a seriálů („Wesele”, „Dom zły”, „BrzydUla”)
- Jan Such (* 1948, Jedlicze) – polský volejbalový hráč a trenér, olympionik (Mnichov, 1972), účastník Světového poháru
- Tytus Trzecieski († 1878) – polský šlechtic, filozof, ropný průmyslník; pohřben v Jedliczi.
- Kasper Wojnar (1871–1948) – voják, knihkupec, publicista, aktivista za nezávislost

## Partnerská města
- Mallersdorf-Pfaffenberg, Bavorsko, od 26. června 1999[7]

## Galerie

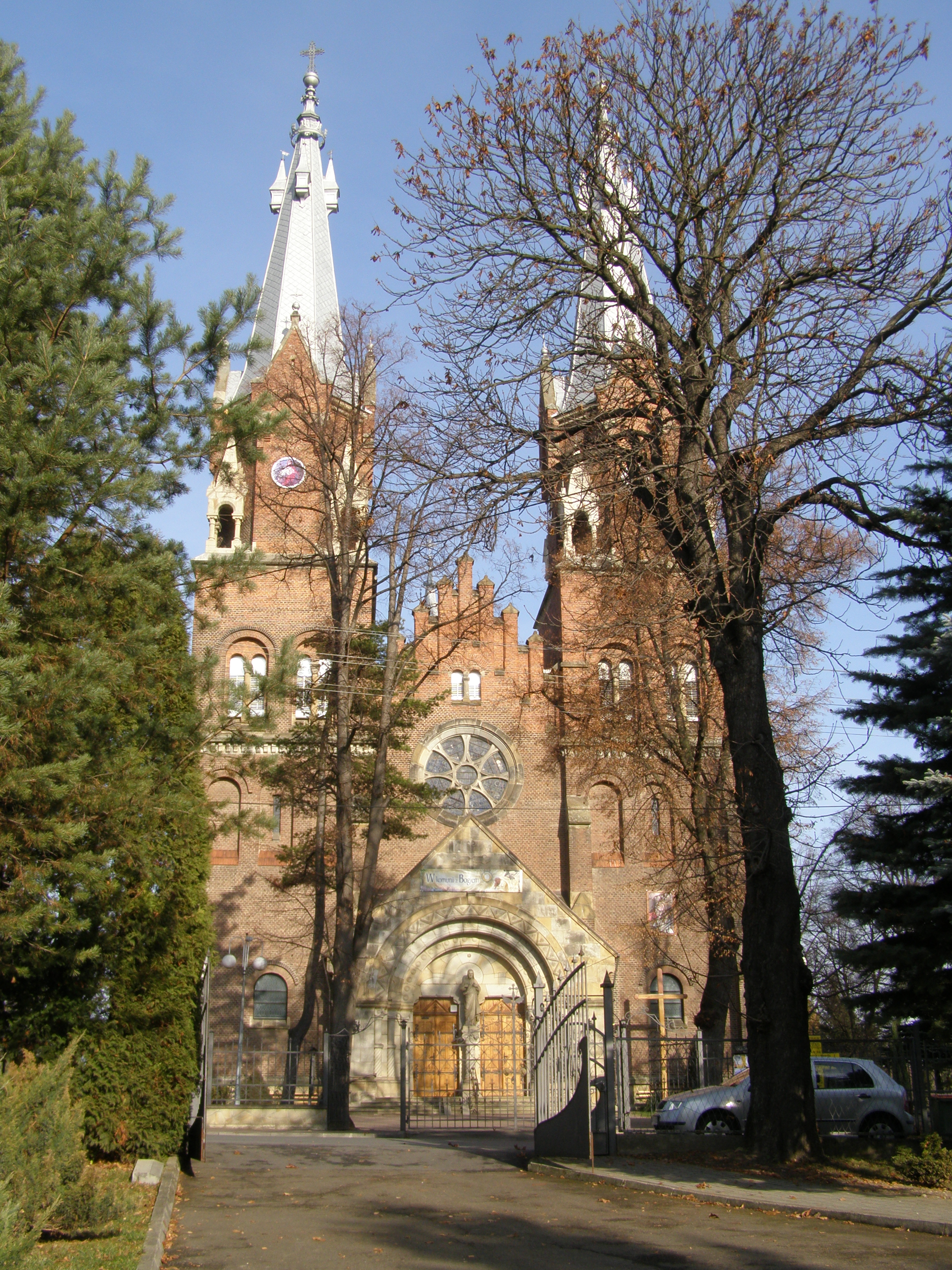
Kostel sv. Antonína z Padovy
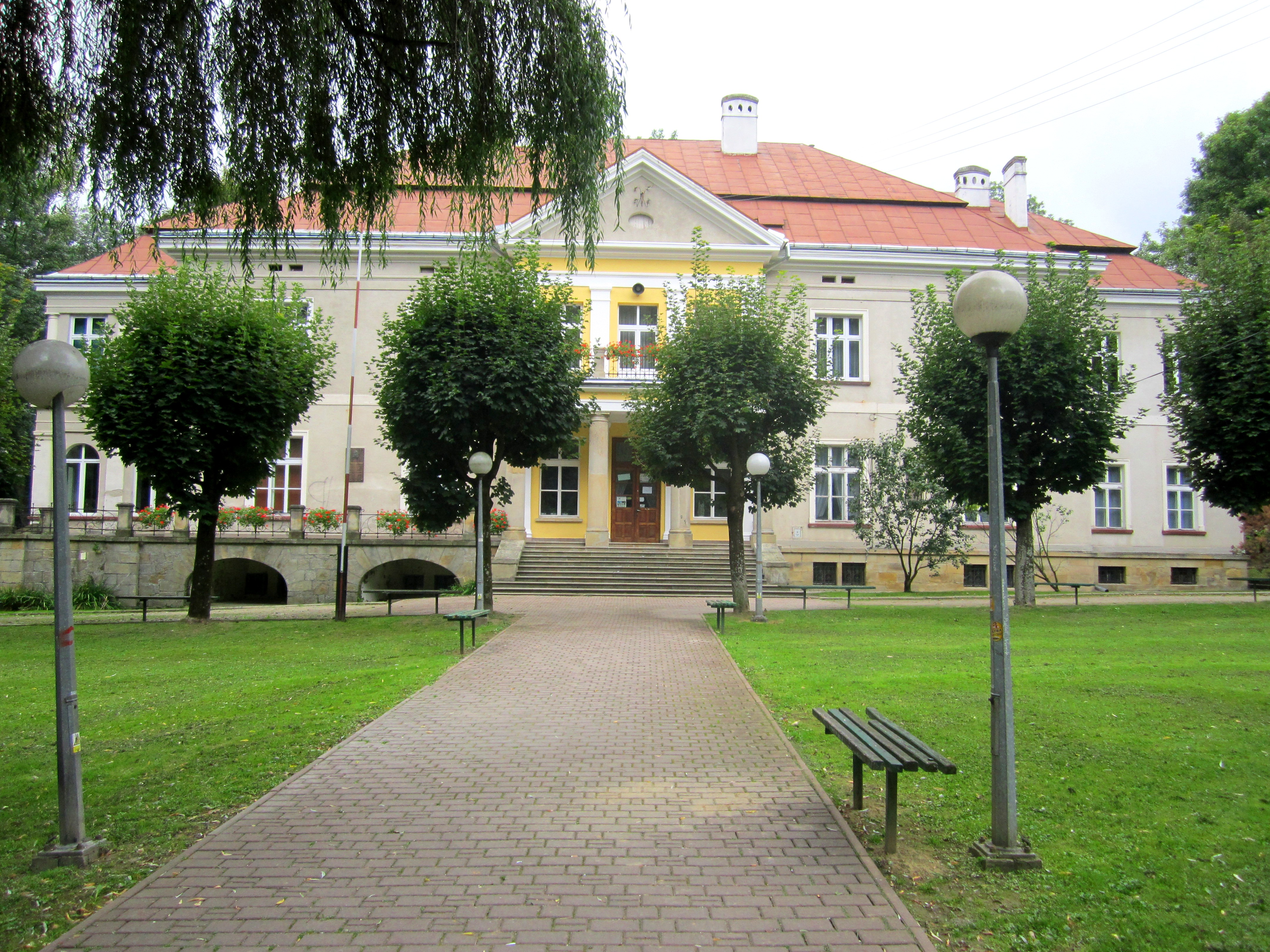
Palác Stawiarski
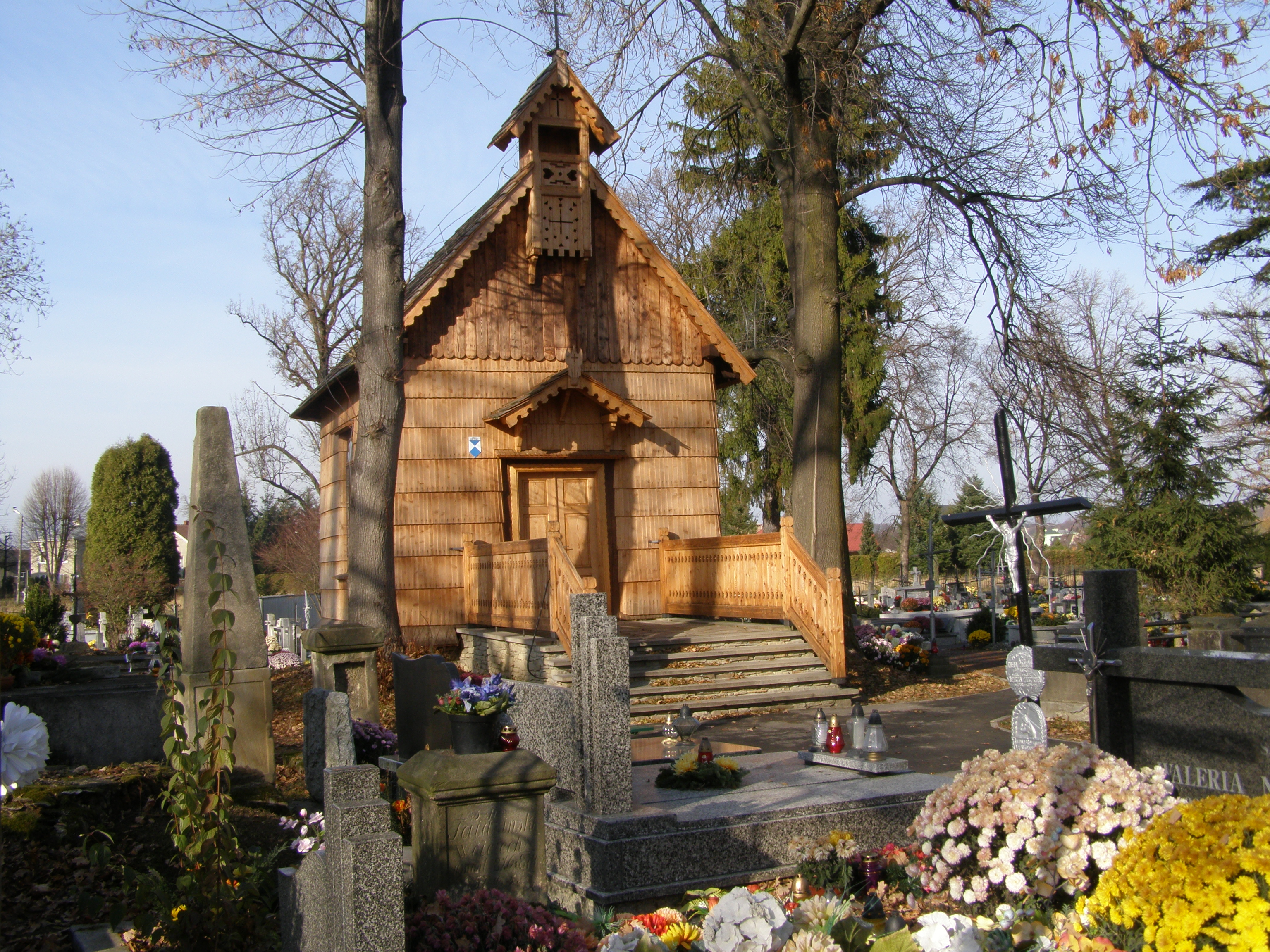
Hřbitovní kaple
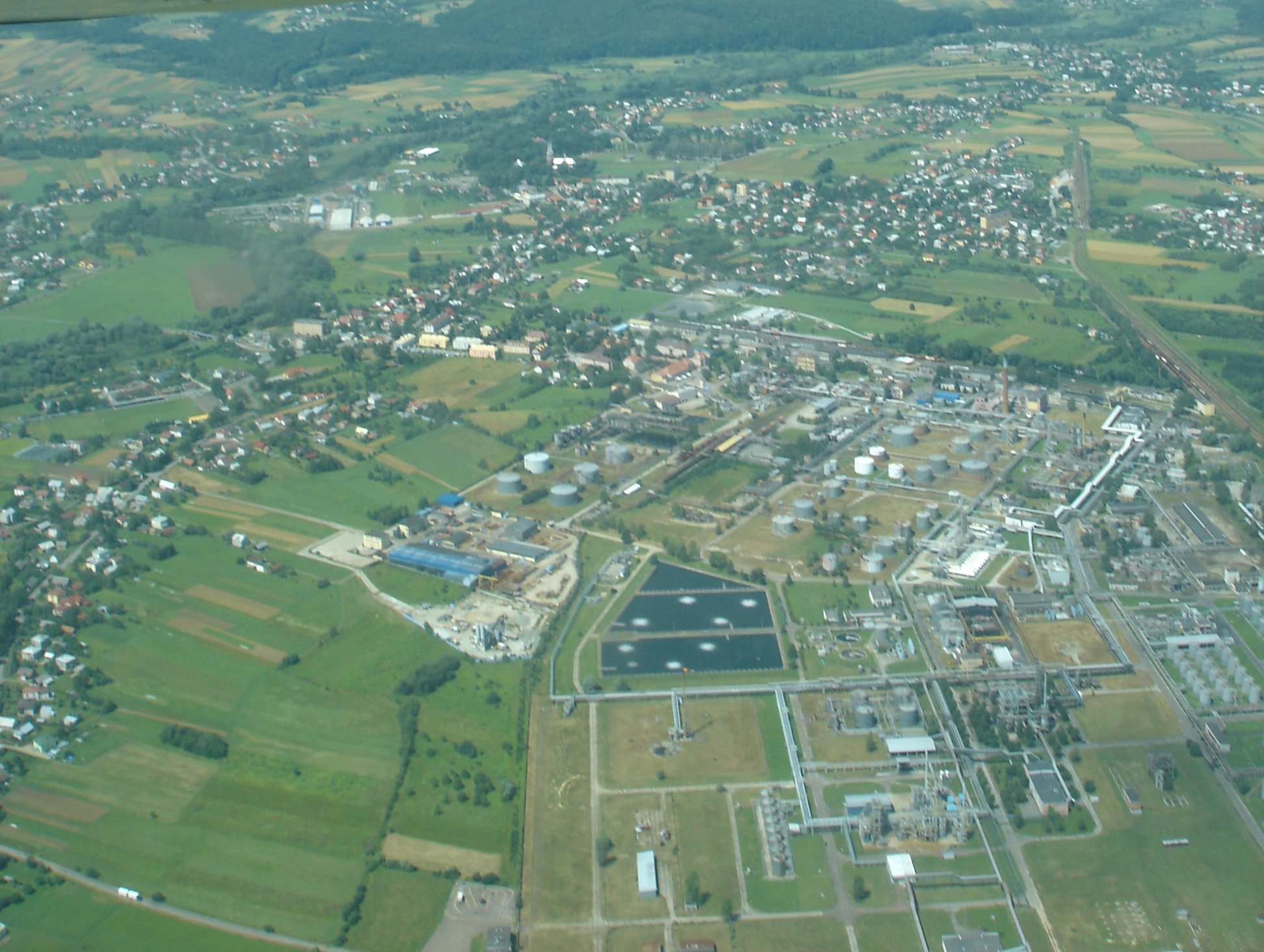
Rafinerie Jedlicze